# Milocera horaria
Milocera horaria är en fjärilsart som beskrevs av Swinhoe 1904. Milocera horaria ingår i släktet Milocera och familjen mätare. Inga underarter finns listade i Catalogue of Life.